# Bad Mitterndorf
Bad Mitterndorf osztrák mezőváros Stájerország Liezeni járásában. 2017 januárjában 4933 lakosa volt.

## Elhelyezkedése

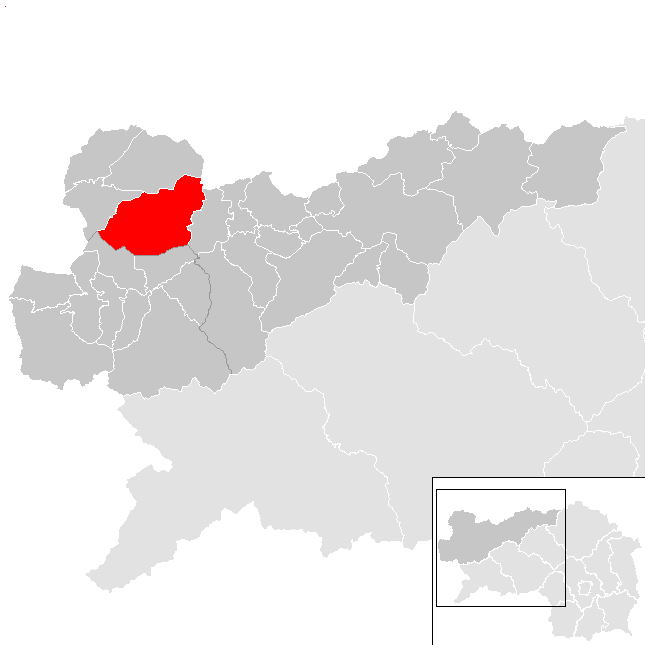
Bad Mitterndorf a Liezeni járásban

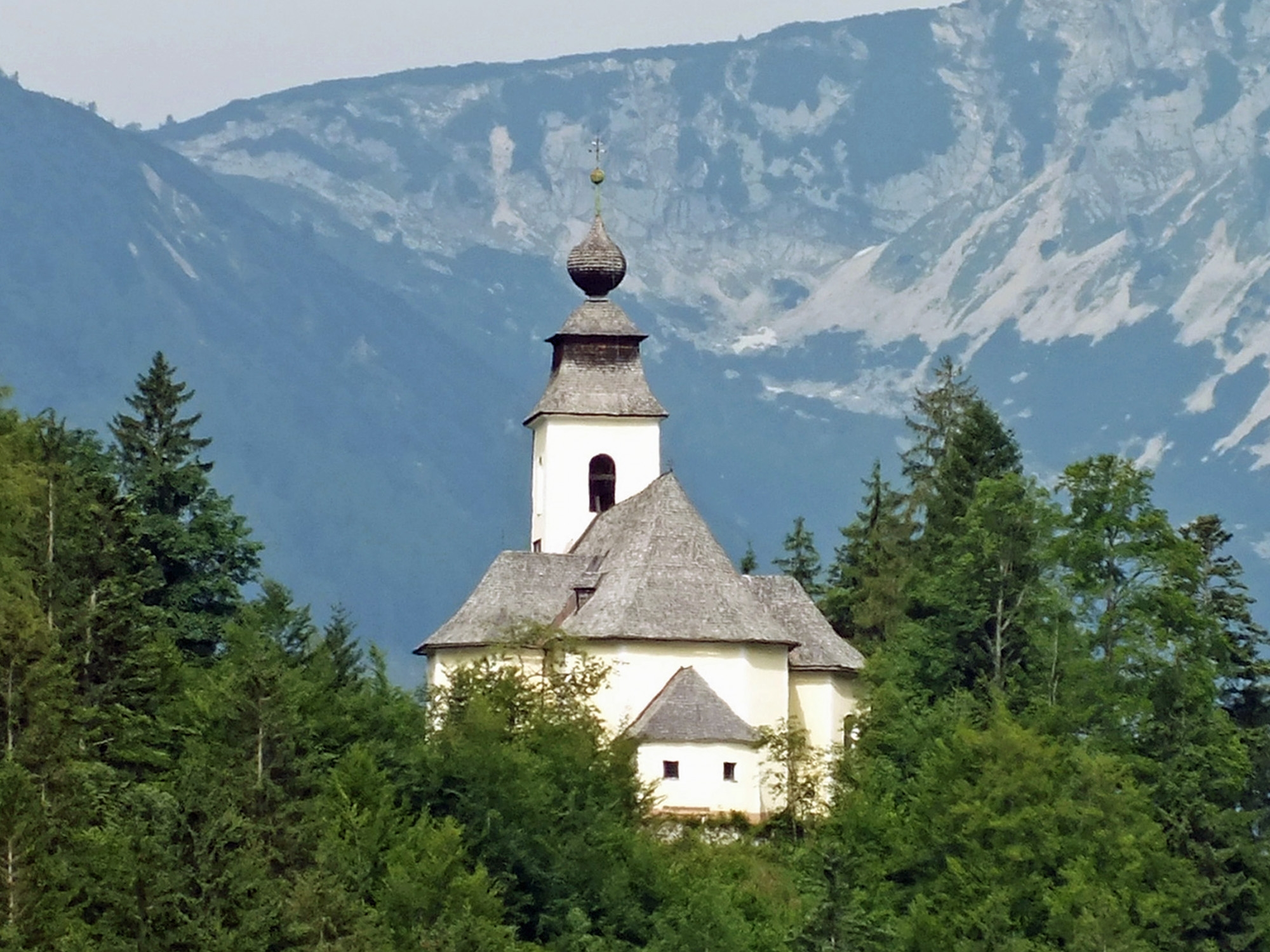
Kumitz temploma

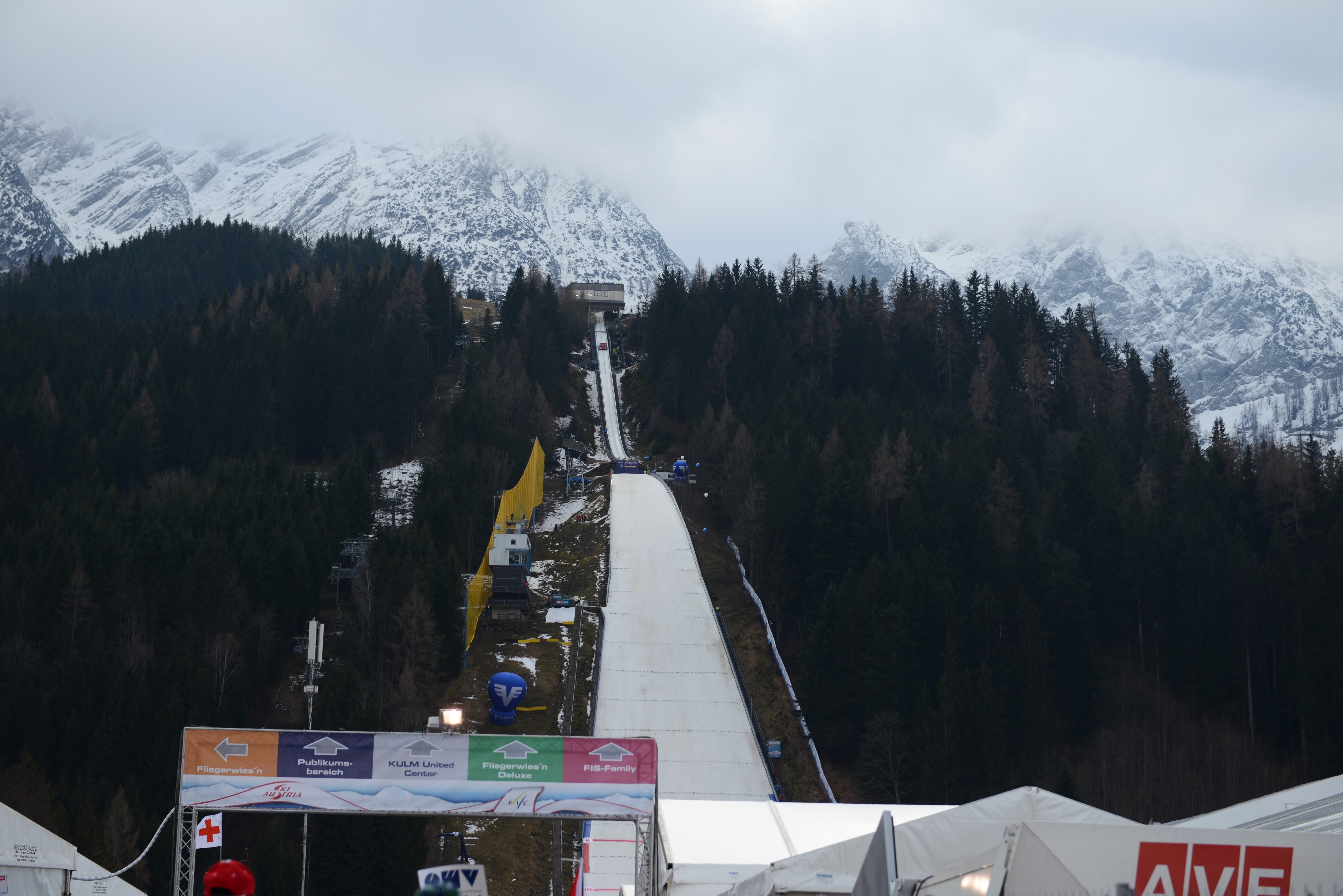
A Kulm-síugrósánc

Bad Mitterndorf a Salzkammergut stájerországi részén fekszik a Hinterberg-völgyben. Dél felől a Dachstein-hegységhez tartozó Grimming-gerinc határolja. A városon átfolyik a Salzabach, amelyet az önkormányzat déli határánál gáttal zártak el, így létrehozva az 5,5 km-es Salza-víztározót. A városközponttól 2,5 km-re délre, a Krunglbach torkolatánál találhatóak a 25-28 °C-os Heilbrunner források, amelyekben már a rómaiak is fürödtek. Az önkormányzat 5 katasztrális községben (Klachau, Krungl, Mitterndorf, Pichl, Tauplitz) 16 települést egyesít: Äußere Kainisch (287 lakos), Bad Mitterndorf (1008), Furt (145), Klachau (204), Knoppen (203), Krungl (173), Mühlreith (77), Neuhofen (532), Pichl (192), Obersdorf (302), Rödschitz (244), Sonnenalm (146), Tauplitz (625), Tauplitzalm (25), Thörl (334), Zauchen (437). 
A környező önkormányzatok: keletre Stainach-Pürgg, délkeletre Mitterberg-Sankt Martin, délnyugatra Gröbming, nyugatra Bad Aussee, északra Grundlsee, északkeletre Hinterstoder (Felső-Ausztria).

## Története
A Lieglloch-barlangban az utolsó jégkorszakból származó kőszerszámokat és állatcsontokat találtak. A bronzkorból is megmaradtak szórványos leletek, pl. egy bronzkard és néhány fejsze. A római fürdő jelenlétéről egy dombormű és néhány pénzdarab tanúskodik. A népvándorlás végén a szlávok a Hinterberg-völgyet is elérték, néhány mai helységnév (pl. Tauplitz) szláv eredetű. Krungl mellett egy 8-10. századi szláv temetőt tártak fel a régészek. A 8. században már megindult a bajorok beletelepülése Stájerországba, amit néhány évtizedre megszakítottak a honfoglaló magyarokkal folytatott harcok. Miután III. Henrik véglegesítette a német-magyar határt, a térség a stájer őrgróf uralma alá került. Egyházi szempontból a mai önkormányzati területen haladt át a Salzburgi főegyházmegye és a Passaui egyházmegye közötti határvonal.   
Mitterndorf első írásos említése 1147-ből származik, amikor III. Ottokár őrgróf bizonyos itteni jövedelmeit átengedte a reini apátságnak. 
A reformáció után a hinterbergiek is részt vettek az 1525-ös parasztfelkelésben. A fegyvert fogott helyiek az Enns-völgybe vonultak, ahol seregüket szétverték a hercegi csapatok. 1594-ben a rendfenntartók egy rablóbandát számoltak fel, amely 30 zsoldoskatonából és asszonyaikból állt. Az ellenreformáció idején a nagyrészt protestáns helybeliek tiltakoztak az ellen, hogy prédikátoruk mellé katolikus papot is kinevezzenek. 1597-ben egy komisszió érkezett, hogy a pap számára biztosítsa plébániáját; ennek során erőszakos cselekményekre is sor került, 16 mitterndorfit elfogtak és Grazban bebörtönözték őket. 1617-ben maga III. Ferdinánd rendelte el, hogy a hinterbergi protestánsokat át kell téríteni. 1669-ben villám csapott a templom tornyába, amely teljesen kiégett és a sekrestyés  fia is meghalt a balesetben.  
A napóleoni háborúk nem érintették közvetlenül a völgyet, a francia katonák csak marhát rekvirálni jártak a falvakba. Egy alkalommal egy parasztot megrugdostak, mert nem hozta elég gyorsan a követelt sültet. 
Miután Ausztria 1938-ban csatlakozott a Német Birodalomhoz, Mitterndorf a Oberdonaui reichsgau része lett. A háború után Felső-Ausztriához és amerikai megszállás alá került, majd 1948-ban áttették Stájerországhoz (amely a brit zónához tartozott). Az ország gazdasági fejlődésének megindulásával a község a turizmusban lelte meg számítását, elsősorban síelőket és gyógyfürdőzőket fogadtak. 1972-ben hivatalosan is fürdővárossá váltak és felvették a Bad Mitterndorf nevet. A 2015-ös stájerországi közigazgatási reform során két szomszédos községet, Pichl-Kainischt és Tauplitzot a mezővároshoz csatoltak.

## Lakosság
A Bad Mitterndorf-i önkormányzat terület 2017 januárjában 4933 fő élt. A lakosságszám 2001-ig gyarapodott (akkor 5000 fő), azóta stabilizálódni látszik. 2015-ben a helybeliek 89,5%-a volt osztrák állampolgár; a külföldiek közül 4,9% a régi (2004 előtti), 3,4% az új EU-tagállamokból érkezett. 1% a volt Jugoszlávia (Szlovénia és Horvátország nélkül) vagy Törökország, 1,2% egyéb országok polgára. 2001-ben a lakosok 82,9%-a római katolikusnak, 5,7% evangélikusnak, 2,3% ortodoxnak, 7% pedig felekezet nélkülinek vallotta magát. Ugyanekkor 4 magyar élt a mezővárosban.

## Látnivalók
- Schwanegg-kastély
- Grubegg-kastély

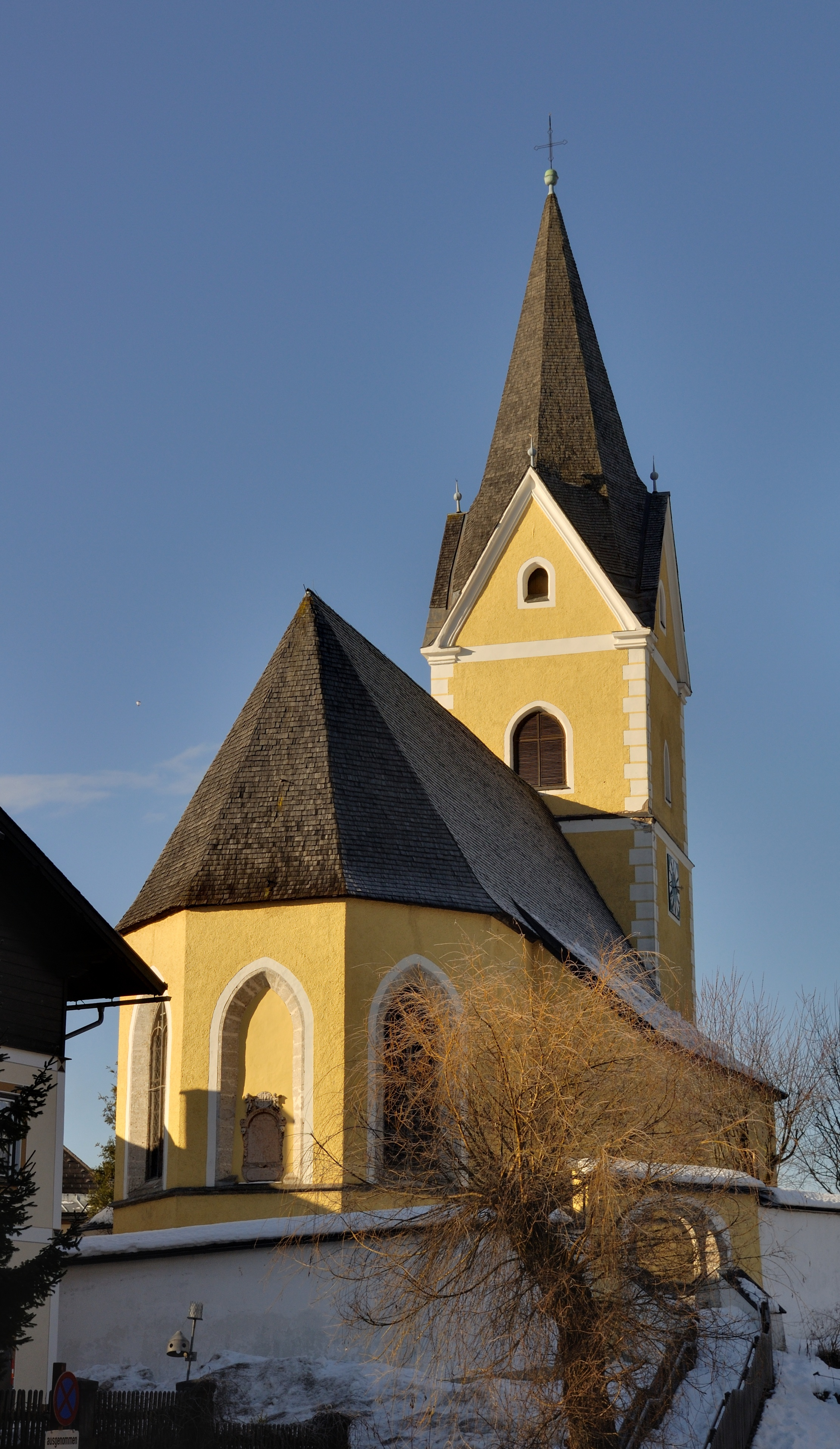
A Szt. Margit-templom

- Bad Mitterndorf  Szt. Margit-plébániatemploma
- az evangélikus templom
- Kunitz Mária fájdalma-temploma
- Tauplitz Szent Kereszt-temploma
- a stricki helytörténeti múzeum
- a Bad Mitterndorf-i gyógyfürdő
- a Bad Mitterndorf-i Mikulás-játékok december 5-én
- a Kulm síugrósánc 2014-ig a világ legnagyobb természetes sánca volt

## Testvértelepülések
- Röttingen (Németország)

## Fordítás
- Ez a szócikk részben vagy egészben  a   Bad Mitterndorf című német Wikipédia-szócikk ezen változatának fordításán alapul.  Az eredeti cikk szerkesztőit annak laptörténete sorolja fel. Ez a jelzés csupán a megfogalmazás eredetét és a szerzői jogokat jelzi, nem szolgál a cikkben szereplő információk forrásmegjelöléseként.